# Guioza

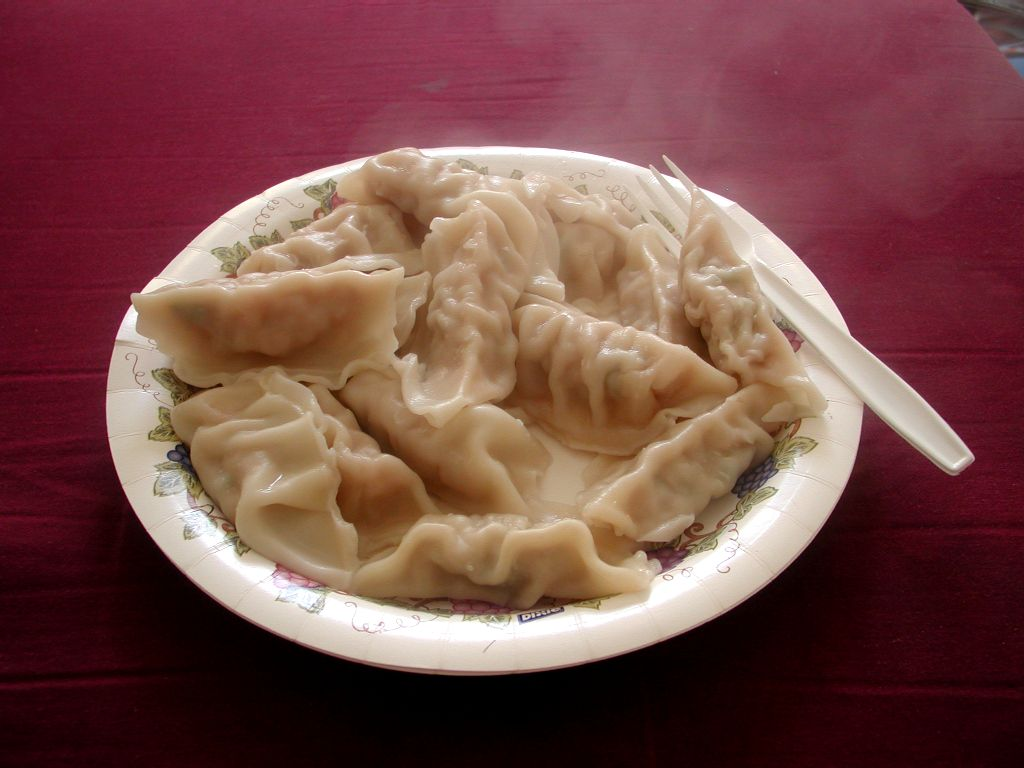
Prato de jiaozi cozidas a vapor.

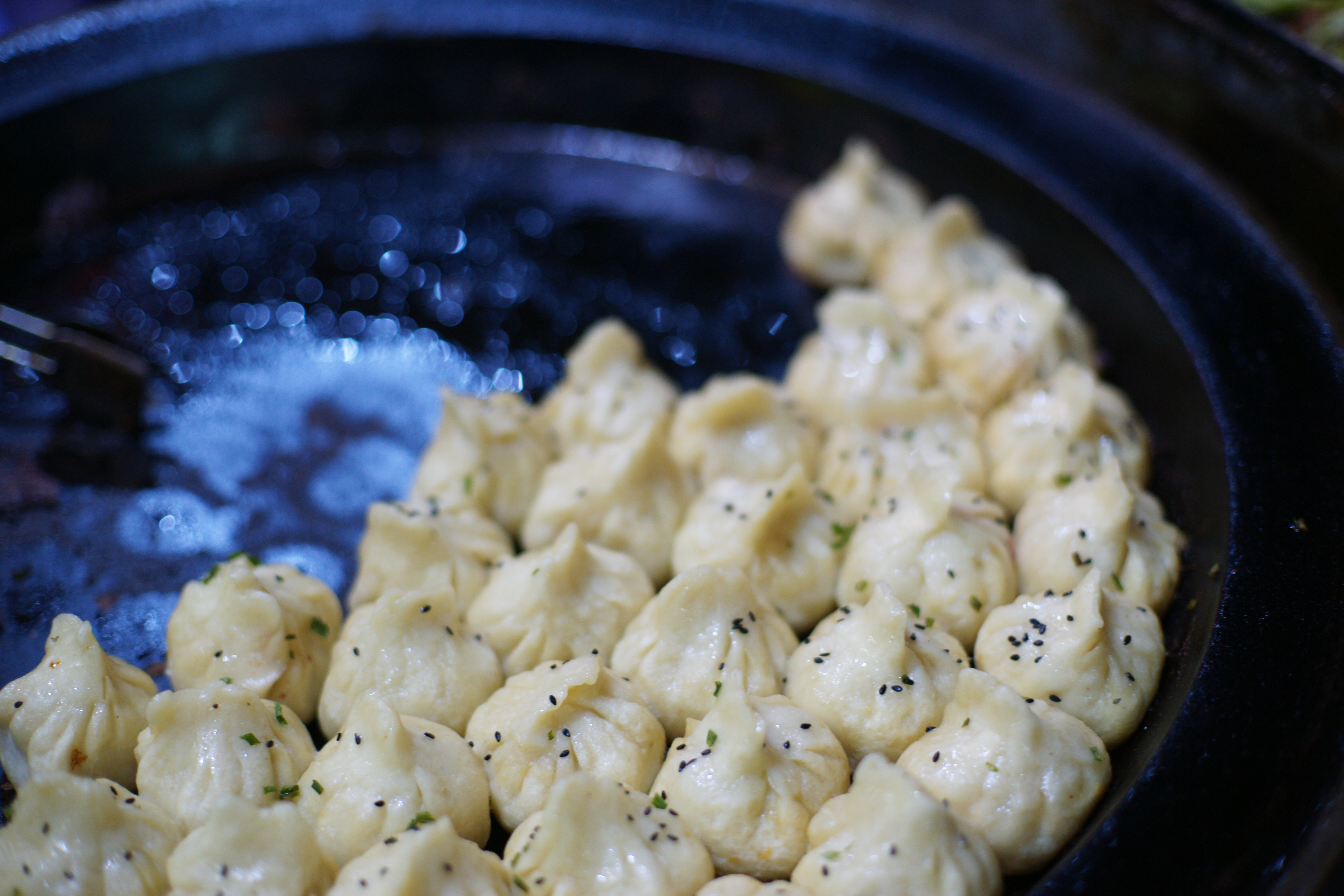
Prato de jiaozi fritas.

Guioza é um prato típico da culinária chinesa, que se difundiu para a culinária japonesa e do resto da Ásia. Consiste tipicamente de um pastel de massa fina, geralmente frito ou cozido a vapor, recheado com carne moída e/ou de legumes. Costumam ter um formato oblato, semelhante ao do ravióli e são acompanhados com molho de soja.

## Etimologia
O nome «guioza» chega ao português por via do chinês jiăozi.

## História
O prato, que está entre os mais típicos da culinária japonesa atual, teria sido levado para o Japão pelos soldados que lutaram na Manchúria durante a Segunda Guerra Mundial, tendo sido igualmente responsáveis pela disseminação de diversos pratos típicos da culinária do norte da China, no Japão. Adequando-se às circunstâncias do país, completamente arrasado, à época do pós-guerra, na medida em que a farinha de trigo era mais fácil de se obter do que o arroz e praticamente qualquer produto podia ser usado como recheio.
Dada a escassez de alimentos e a devastação generalizada, muitos encontraram no preparo e venda da guioza um meio de subsistência.
A jiaozi típica chinesa não deve ser confundida com o wonton, que tem uma massa mais espessa, é feito com ingredientes diferentes e ostenta um formato esférico, sendo normalmente servido em caldos.